# Pou de gel d'Alcarràs
El Pou de gel d'Alcarràs és una obra d'Alcarràs (Segrià) protegida com a Bé Cultural d'Interès Local.

## Descripció
El pou de gel d'Alcarràs és de planta circular de 7 m diàmetre, una profunditat aproximada de 9 m i està excavat al subsòl geològic, folrat després amb carreus de pedra ben tallats lligats amb argamassa. La volta que el cobria no s'ha conservat i el pou s'ha trobat ple de material, ja que es va emprar com abocador. S'hi ha trobat blocs de pedra procedents de la coberta –incloses les claus de volta-, fragments de ceràmica, restes de fauna, peces metàl·liques, entre altres coses.
En el pou s'emmagatzemaven les peces de gel que hi podia haver a la séquia o d'alguna bassa propera i també s'aprofitava la neu. El pou conserva l'accés format per un corredor en zig-zag i tres portes. Aquest corredor, construït en el subsòl geològic, i està fet amb pedres escairades lligades amb morter de calç. Al final del corredor hi hauria la porta d'accés al pou, situada just al punt on arrancaria la volta.
Aquest pou conserva –in situ- al fons de l'estructura el sistema d'embigat de fusta sobre el que es col·locava el gel. L'embigat, l'únic documentat fins al moment a Catalunya, està format per 17 troncs d'alguna espècie d'arbre de ribera. Aquests descansen sobre grans blocs de pedra, separats uns 0,20?m, sense estar vinculats a l'estructura del pou pròpiament dita.
Segons la documentació el pou es devia emprar com abocador fins a principis del segle xx.